# Brod Moravice
Brod Moravice (italsky Moravizze) je vesnice a správní středisko stejnojmenné opčiny v Chorvatsku v Přímořsko-gorskokotarské župě. Nachází se blízko hranic se Slovinskem, asi 15 km severozápadně od Vrbovska a asi 23 km severovýchodně od Delnice. V roce 2011 žilo v Brodu Moravice 358 obyvatel, v celé opčině pak 866 obyvatel.
Opčina zahrnuje celkem 27 trvale obydlených vesnic, většina těchto sídel však nedosahuje ani deseti obyvatel. Nacházejí se zde pouze dvě vesnice s počtem obyvatel větším než sto, a to středisko opčiny Brod Moravice (358 obyvatel) a vesnice Donja Dobra (212 obyvatel).
- Brod Moravice – 358 obyvatel
- Colnari – 2 obyvatelé
- Čučak – 10 obyvatel
- Delači – 15 obyvatel
- Doluš – 2 obyvatelé
- Donja Dobra – 212 obyvatel
- Donja Lamana Draga – 2 obyvatelé
- Donji Šehovac – 1 obyvatel
- Gornji Kuti – 42 obyvatel
- Gornji Šajn – 12 obyvatel
- Goršeti – 2 obyvatelé
- Klepeće Selo – 4 obyvatelé
- Kocijani – 10 obyvatel
- Lokvica – 38 obyvatel
- Maklen – 2 obyvatelé
- Male Drage – 5 obyvatel
- Moravička Sela – 51 obyvatel
- Novi Lazi – 8 obyvatel
- Planica – 1 obyvatel
- Podgorani – 1 obyvatel
- Podstene – 21 obyvatel
- Razdrto – 2 obyvatelé
- Stari Lazi – 27 obyvatel
- Šepci Podstenski – 2 obyvatelé
- Šimatovo – 3 obyvatelé
- Velike Drage – 28 obyvatel
- Zahrt – 5 obyvatel

Nachází se zde i jedenáct zaniklých vesnic: Donji Šajn, Goliki, Gornja Lamana Draga, Gornji Šehovac, Kavrani, Naglići, Nove Hiže, Pauci, Smišljak, Zavrh a Završje.
Nejdůležitější silnicí v opčině je silnice D3; dále zde prochází silnice 5033.